# Donna Schreeder
Donna Wills Scheeder, född 8 november 1947, död 7 mars 2022  var en amerikansk bibliotekarie som var ordförande för International Federation of Library Associations and Institutions (IFLA) från 2015 till 2017, under temat "Libraries: A Call to Action". Scheeder deltog i IFLA:s styrelse i 6 år.

## Biografi

### Karriär
Scheeder var biträdande direktör för information i forskningstjänsten vid USA:s kongressbibliotek i USA, chef för tjänster i Library of Law of Congress och deltog i Permanent Commission of Library and Research Services for Parliaments.  Hon var medlem av styrelsen för Library of Congress.
Donna Scheeder var tidigare ordförande för International Federation of Library Associations.  Under sin tjänstgöring besökte hon det ryska statsbiblioteket på initiativ av Margarita Rudominos statliga bibliotek för utländsk litteratur. Hon talade ofta om bidragen från biblioteken för att främja uppnåendet av FN:s agenda för 2030 och de globala målen för hållbar utveckling.
Scheeder gick i pension i mars 2015 som biträdande informationschef för Congressional Research Service efter en lång karriär vid US Library of Congress, då hon också i 5 år var chef för Legal Library Services. Hon var tidigare ordförande för IFLA-sektionen för bibliotek och forskningstjänster för parlament och utbildade parlamentariska bibliotekarier i många länder runt om i världen.
Scheeder var en tidig förespråkare för att integrera datorer i biblioteken och introducerade ett antal nya tjänster under hela sin karriär, inklusive att etablera den första samlingen av juridiska bloggar och inrätta produkten Electronic Briefing Book för kongressen. Hon var med i organisationskommittéerna för konferenserna Computers in Libraries och Internet Librarian.

### Privatliv
Scheeder bodde på Capitol Hill i Washington DC. Hon var en av grundarna av Hill Centers styrelse och tjänstgjorde också som ordförande för Eastern Market Community Advisory Committee.
Scheeder dog i cancer i sitt hem den 7 mars 2022, 74 år gammal.

## Utmärkelser
2004 mottog Scheeder John Cotton Dana Award som ett erkännande för sina tjänster åt bibliotekarskapet.
2009 mottog Scheeder Federal Librarians Achievement Award. Samma år tilldelades hon Community Achievement Award till stor del på grund av denna tjänst.
2019 utsågs Scheeder till hedersmedlem i IFLA för sina prestationer, engagemang och service till IFLA, särskilt inom områdena för organisatorisk omvandling av IFLA och försvaret av bibliotek inom Förenta nationernas mål för hållbar utveckling.
Scheeder valdes in i Association of School Libraries Hall of Fame för sitt arbete inom biblioteksvetenskap och för hennes erfarenhet och ledarskap. Hon valdes in i Hall of Fame i Special Libraries Association för sitt arbete inom biblioteksvetenskap och hennes bidrag till den föreningen.